# John Mathieson
John Mathieson, född 1961, är en brittisk filmfotograf.

## Filmografi (i urval)
- 2000 – Gladiator
- 2001 – Hannibal
- 2001 – K-PAX
- 2004 – Fantomen på Operan

## Priser och utmärkelser
[Redigera Wikidata]